# Amolops aniqiaoensis
Amolops aniqiaoensis là một loài ếch trong họ Ranidae. Chúng là loài đặc hữu của Trung Quốc.
Các môi trường sống tự nhiên của chúng là các khu rừng ôn hòa và sông có nước theo mùa. Loài này đang bị đe dọa do mất môi trường sống.